# Hydrosilylation
La réaction d'hydrosilylation consiste en l'addition d'une fonction hydrogénosilane (Si-H) sur un composé organique insaturé.

## Description
L'addition de fonctions hydrogénosilane sur les insaturations éthyléniques est celle qui a fait l'objet du plus grand nombre de travaux. Il existe principalement deux méthodes pour mettre en œuvre cette réaction :
- la génération de radicaux silyle : thermiquement (300 °C), par irradiation (rayonnement ultraviolet ou par décomposition de peroxydes ou d'azonitriles. Cette technique est peu utilisée, car elle donne de nombreux produits secondaires (télomérisation des composés insaturés, décomposition des amorceurs) et des rendements faibles ;
- la catalyse par des métaux de transition généralement du groupe VIII. Parmi ces différents catalyseurs employés pour la réaction d'hydrosilylation, les composés à base de platine et plus particulièrement l'acide hexachloroplatinique hexahydraté sont ceux qui présentent la plus grande efficacité[1]. Ce catalyseur utilisé en très faible quantité et pour des temps de réaction généralement inférieurs à 5 h permet d'atteindre des rendements élevés.

Un mécanisme plus récent de l'hydrosilylation a été proposé dans la thèse de Patrick Cancouët sur un polysiloxane porteur de fonction hydrogénosilanes latérales. Il a réalisé une étude cinétique de cette réaction d'hydrosilylation dans le cas d'un polyhydrogénométhylsiloxane de masse molaire 8 000 g/mol en utilisant comme catalyseur l'acide hexachloroplatinique et en suivant la réaction par infrarouge (disparition de la bande de vibration de valence de la liaison SiH à 2 161 cm−1).

## Mécanismes de l'hydrosilylation en présence d'ACP
En général, une fois les réactifs introduits dans le réacteur (hydrogénosilane, oléfine et catalyseur de Speier), la réaction d'hydrosilylation ne démarre pas immédiatement : elle présente une période d'induction. Cette période de durée variable et qui peut atteindre plusieurs heures suivant les conditions expérimentales laisse ensuite place à la réaction d'hydrosilylation qui débute rapidement et de façon très exothermique. L'ordre d'introduction des réactifs sur la période d'induction a également une influence. Ainsi, lorsque le catalyseur est ajouté après l'oléfine et l'hydrogénosilane, on observe une période d'induction dépendant de la concentration en catalyseur. En revanche, si le catalyseur est laissé en contact avec le polybutadiène pendant une période minimale de 15 minutes avant l'addition du silane, cette période d'induction disparaît.
On admet aussi que dans l'isopropanol, l'espèce catalytique principale est probablement un complexe dinucléaire stabilisé par du propène
[(C3H6)Pt Cl2]2 en équilibre avec H[(C3H6)PtCl3]. La période d'induction résulterait de la nécessité d'une complexation préalable du platine par les doubles liaisons pendantes du polybutadiène.
Le mécanisme de cette réaction proposé par Chalk & Harrod a été récemment remis en question par celui découvert par P. Cancouët. En effet, il prend en compte des effets qui n'avaient pas été prévus par les précédents auteurs ne disposant pas de fonctions hydrogénosilane vicinales sur les molécules étudiées.